# Onedele metalen

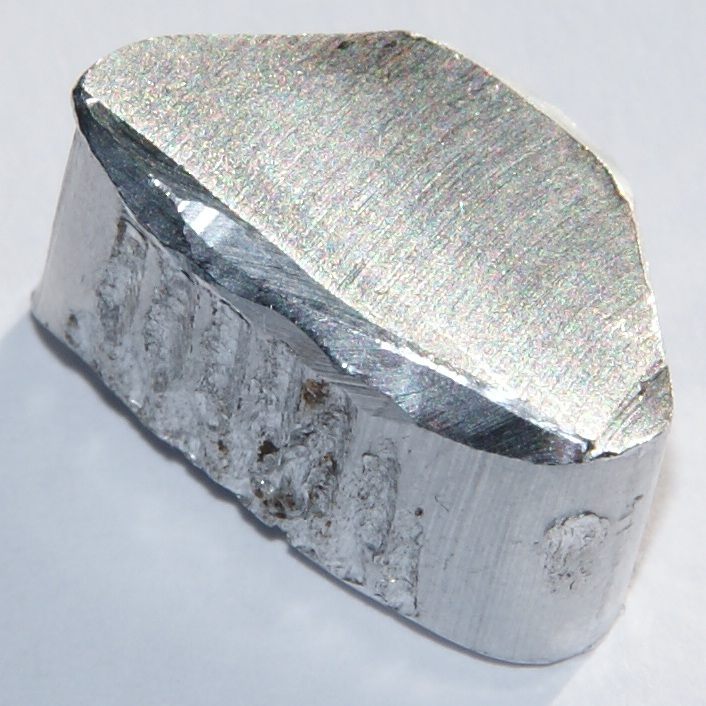
Aluminium is een voorbeeld van een onedel metaal

Onedele metalen zijn metalen die relatief gemakkelijk oxideren. Ze vertonen corrosie in contact met lucht en water.
Voorbeelden van onedele metalen zijn ijzer, zink, magnesium en aluminium. Onedele metalen lossen op in zwak-oxiderende zuren (zoals waterstofchloride of salpeterzuur) met vrijstelling van waterstofgas. Ze zijn dus als reductor sterk genoeg om geoxideerd te worden door de zwakke oxidator H+. Een voorbeeld is het oplossen van ijzer in zoutzuur:
{\displaystyle \mathrm {Fe\ +\ 2\ H^{+}\ +\ 2\ Cl^{-}\ \longrightarrow \ Fe^{2+}\ +\ 2\ Cl^{-}\ +\ H_{2}} }
De reactie vindt ook plaats in een droge HCl-atmosfeer en verloopt dan zonder gehydrateerde ijzerionen te vormen maar vormt in plaats daarvan watervrij ijzer(II)chloride en waterstofgas.
Sommige metalen zijn zulke sterke reductoren (en dus zo onedel) dat ze zelfs met water in neutraal milieu reageren, hetgeen een zeer zwak oxiderend milieu is. Voorbeelden hiervan zijn natrium en kalium:
{\displaystyle \mathrm {2\ Na\ +\ 2\ H_{2}O\ \longrightarrow \ 2\ NaOH\ +\ H_{2}} }
Koper lost niet op in zoutzuur, dus zou in principe tot de edelmetalen gerekend moeten worden. Het vertoont echter corrosie in contact met lucht (doordat zuurstof uit de lucht oplost in het zoutzuur), dus wordt het tot de onedele metalen gerekend. Zonder contact met de lucht lost koper enkel op in oxiderende zuren, zoals salpeterzuur:
{\displaystyle \mathrm {3\ Cu\ +\ 8\ HNO_{3}\longrightarrow \ 3\ Cu(NO_{3})_{2}\ +\ 4\ H_{2}O+\ 2\ NO} }
Edelmetalen, zoals goud, zilver en platina, vertonen geen of zeer weinig corrosie aan de lucht en lossen ook niet of met zeer grote moeite op in zuren.